# Circonvoluzione

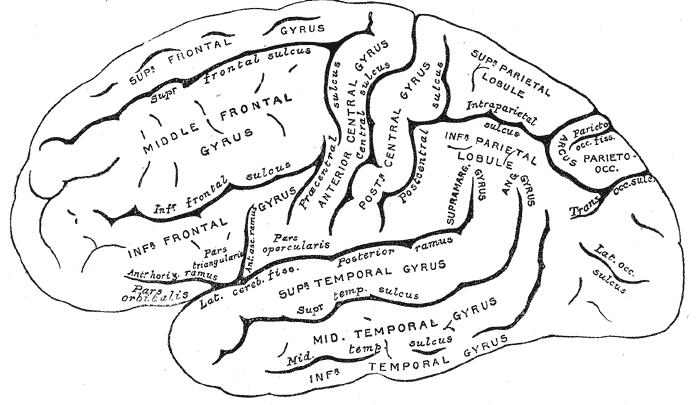
Anatomia del Gray FIG. 726– Superficie laterale dell'emisfero cerebrale sinistro, vista supero-laterale.

Anatomia del Gray Fig. 727 - Superficie mesiale dell'emisfero cerebrale sinistro.

Per circonvoluzione si intendono aree della corteccia cerebrale delimitate da due solchi, mentre le scissure delimitano soprattutto i lobi cerebrali, separando i solchi di un lobo cerebrale da quelli di un altro lobo adiacente, oltre a delimitare qualche solco all'interno dello stesso lobo. Ad esempio la scissura calcarina delimita due giri (il cuneo e la lingula) all'interno della superficie mediale dello stesso lobo occipitale.
Osservando la corteccia cerebrale si nota che la superficie non è liscia ma è come accartocciata su sé stessa, il che permette di aumentare la superficie mantenendo relativamente contenuto il volume e la massa cerebrale. Le circonvoluzioni sono appunto le protuberanze tra i vari solchi.

## Giri più importanti

### Lobo frontale
- Circonvoluzione frontale superiore, latino: gyrus frontalis superior
- Circonvoluzione frontale media, lat. gyrus frontalis medius
- Circonvoluzione frontale inferiore, lat. gyrus frontalis inferior, suddiviso in tre parti: pars opercularis, pars triangularis, e pars orbitalis
- Circonvoluzione precentrale, lat. gyrus praecentralis (anteriore rispetto alla scissura di Rolando, o scissura centrale)

### Lobo parietale
- Circonvoluzione postcentrale, lat. gyrus postcentralis (posteriore rispetto alla scissura di Rolando, o scissura centrale)
- Circonvoluzione supramarginale, lat. gyrus supramarginalis (verso la parte più caudale della scissura di Silvio.
- Circonvoluzione angolare, lat. gyrus angularis
- Precuneo, lat. praecuneus

### Lobo temporale
- Circonvoluzione temporale superiore, lat. gyrus temporalis superior
- Circonvoluzione temporale media, lat. gyrus temporalis medius
- Circonvoluzione temporale inferiore, lat. gyrus temporalis inferior
- Circonvoluzione temporale trasversa
- Circonvoluzione fusiforme, lat. gyrus occipitotemporalis lateralis
- Circonvoluzione paraippocampale, lat. gyrus parahippocampalis

### Lobo limbico
- Circonvoluzione cingolato, lat. gyrus cinguli
- Circonvoluzione del fornice

### Lobo occipitale
- Cuneo, lat. cuneus
- Lingula, lat. gyrus lingualis